# Marden (rivière)
La Marden est une rivière anglaise d'une longueur de 11 km qui coule dans le comté du Wiltshire. Elle est un affluent de l'Avon.